# Pachnoda
Pachnoda ist eine Gattung aus der Unterfamilie der Rosenkäfer (Cetoniinae). Derzeit sind über einhundert Arten bekannt. Der wohl bekannteste ist der von Liebhabern gern in Terrarien gehaltene Kongo-Rosenkäfer (Pachnoda marginata).

## Vorkommen und Verbreitung
Die Arten der Gattung Pachnoda sind in ganz Afrika zu finden. Einige sind in einem erstaunlich großen Gebiet beheimatet. So trifft man den Kongo-Rosenkäfer (Pachnoda marginata) in verschiedenen Unterarten im gesamten tropischen Afrika an.
Einige Vertreter sind in ihrer Heimat sehr häufig, was auf die genügsamen Larven zurückzuführen ist. So fand Legrand Larven von Pachnoda ephippiata sogar in Gartenabfällen, Laubhaufen und selbst in Humusablagerungen ungereinigter Dachrinnen. Pachnoda sinuata folgt dem Menschen sogar in neu besiedelte Gebiete.

## Lebensweise
Viele Arten sind typische Savannenbewohner. Einige legen bei extremer Trockenheit eine Diapause ein. Dabei überdauert das letzte Larvenstadium im bereits aus Erdreich und einem speziellen Sekret gefertigtem Kokon Zeiträume von vier bis sechs Monaten. Damit es zur Verpuppung kommt, ist häufig eine Erhöhung der Feuchtigkeit des umgebenden Substrats nötig.
Die Imagines ernähren sich vorwiegend von Blüten verschiedenster krautiger Pflanzen und Sträucher, unter anderem von Akazien und Zuckerbüschen. Auch alle erreichbaren Früchte (selbst unreife) gehören zum Nahrungsspektrum.

## Arten und Unterarten
Die Gültigkeit beziehungsweise der Status der nachfolgend zusammengetragenen Arten und Unterarten ist teilweise umstritten:
- Pachnoda abyssinica Blanchard, 1842
- Pachnoda acutipennis Kolbe, 1914
- Pachnoda adelpha Kolbe, 1914
- Pachnoda aemula Bourgoin, 1919
- Pachnoda albini Bourgoin, 1921
- Pachnoda allardi Ruter, 1969
- Pachnoda alluaudi Bourgoin, 1913

Pachnoda sinuata flaviventris,
Puppe im geöffneten Kokon

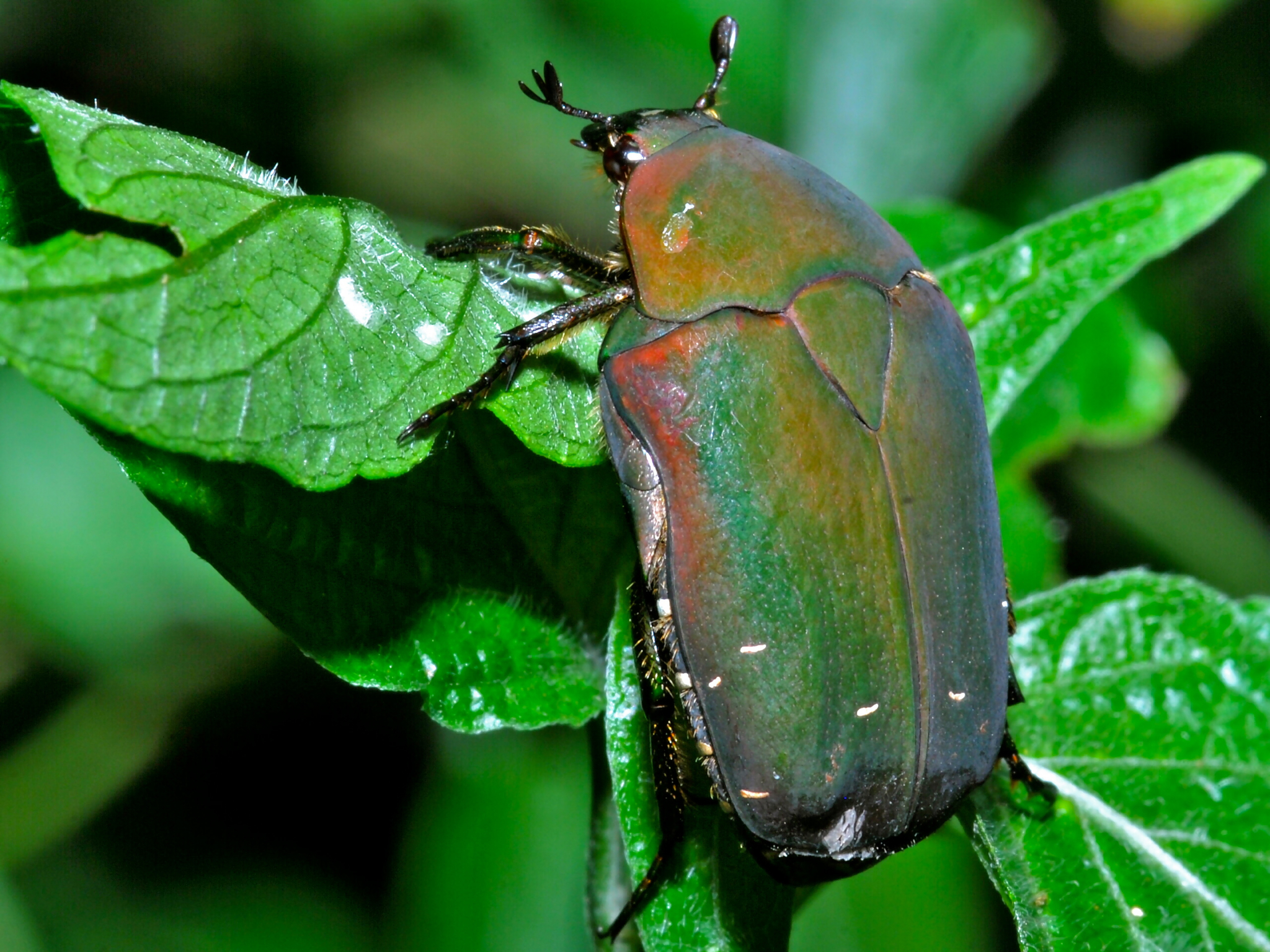
Pachnoda bukobensis in Uganda

- Pachnoda ardoini ardoini Ruter, 1978
  - Pachnoda ardoini lydiae  Rigout, 1986
  - Pachnoda arrowi arrowi Bourgoin, 1913
  - Pachnoda arrowi cludtsi  Rigout, 1986
  - Pachnoda arrowi kivuensis  Rigout, 1986
- Pachnoda basilewskyi Ruter, 1953
- Pachnoda bax (Gory & Percheron, 1833)
- Pachnoda berliozi  Rigout, 1980
- Pachnoda bourgeoni Moser, 1924
- Pachnoda bourgoini Burgeon, 1931
- Pachnoda bousqueti  Rigout, 1989
- Pachnoda bukobensis Moser, 1914
- Pachnoda chionopleura Fairmaire, 1884
- Pachnoda cincticollis cincticollis  Moser, 1914
  - Pachnoda cincticollis nigricans Rigout, 1985
- Pachnoda collinsi Rigout, 1985
- Pachnoda concolor concolor Schürhoff, 1938
  - Pachnoda concolor schuerhoffi Rigout, 1984
  - Pachnoda concolor teocchii Ruter, 1969
- Pachnoda congoensis Moser, 1914
- Pachnoda coolsi Rigout, 1984 Pachnoda cordata

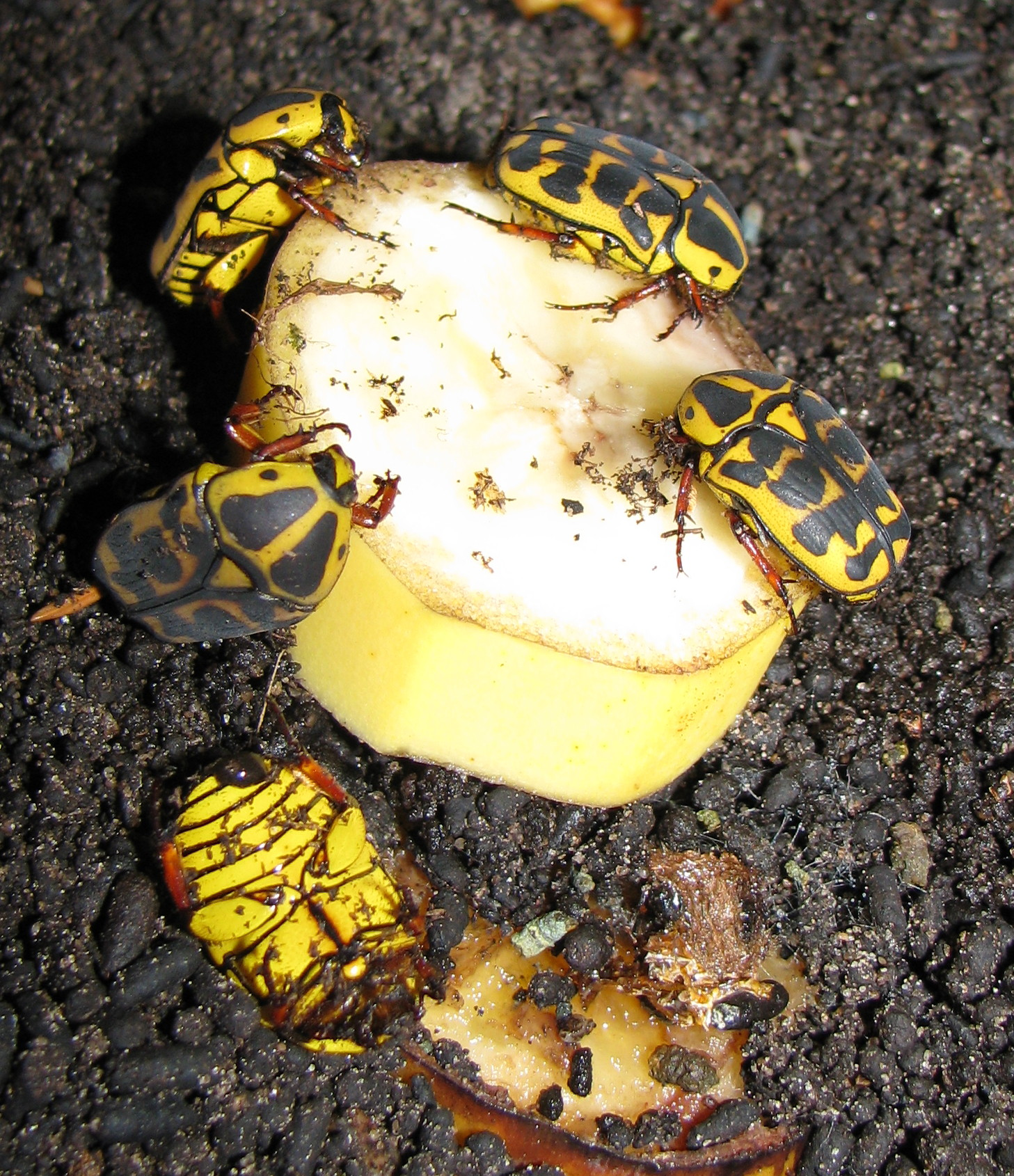
Pachnoda cordata

- Pachnoda cordata cordata (Drury, 1773)
  - Pachnoda cordata camerounensis Rigout, 1984
  - Pachnoda cordata dahomeyana Rigout, 1985
  - Pachnoda cordata obsoleta Schaum, 1844
  - Pachnoda cordata tigris (Herbst, 1790)
  - Pachnoda cordata villiersi Ruter, 1953
- Pachnoda crassa crassa Schaum, 1848
  - Pachnoda crassa discoidalis Moser, 1910
  - Pachnoda crassa fairmairei Raffray, 1877
- Pachnoda crinita Schürhoff, 1938
- Pachnoda dargei Rigout, 1986
- Pachnoda dechambrei Rigout, 1986
- Pachnoda demoulini Rigout, 1978
- Pachnoda denuttae Ruter, 1972
- Pachnoda dimidiaticollis dimidiaticollis Moser, 1915
  - Pachnoda dimidiaticollis rubilateris Ruter, 1958
  - Pachnoda dimidiaticollis undatofasciata Ruter, 1958
  - Pachnoda dimidiaticollis uniformis Ruter, 1958
- Pachnoda discolor discolor Kolbe, 1895
  - Pachnoda discolor kolbei Schürhoff, 1938
- Pachnoda divisa Gerstaecker, 1884
- Pachnoda durandi Ruter, 1958
- Pachnoda elegantissima Csiki, 1909 Präparierter 
Pachnoda ephippiata

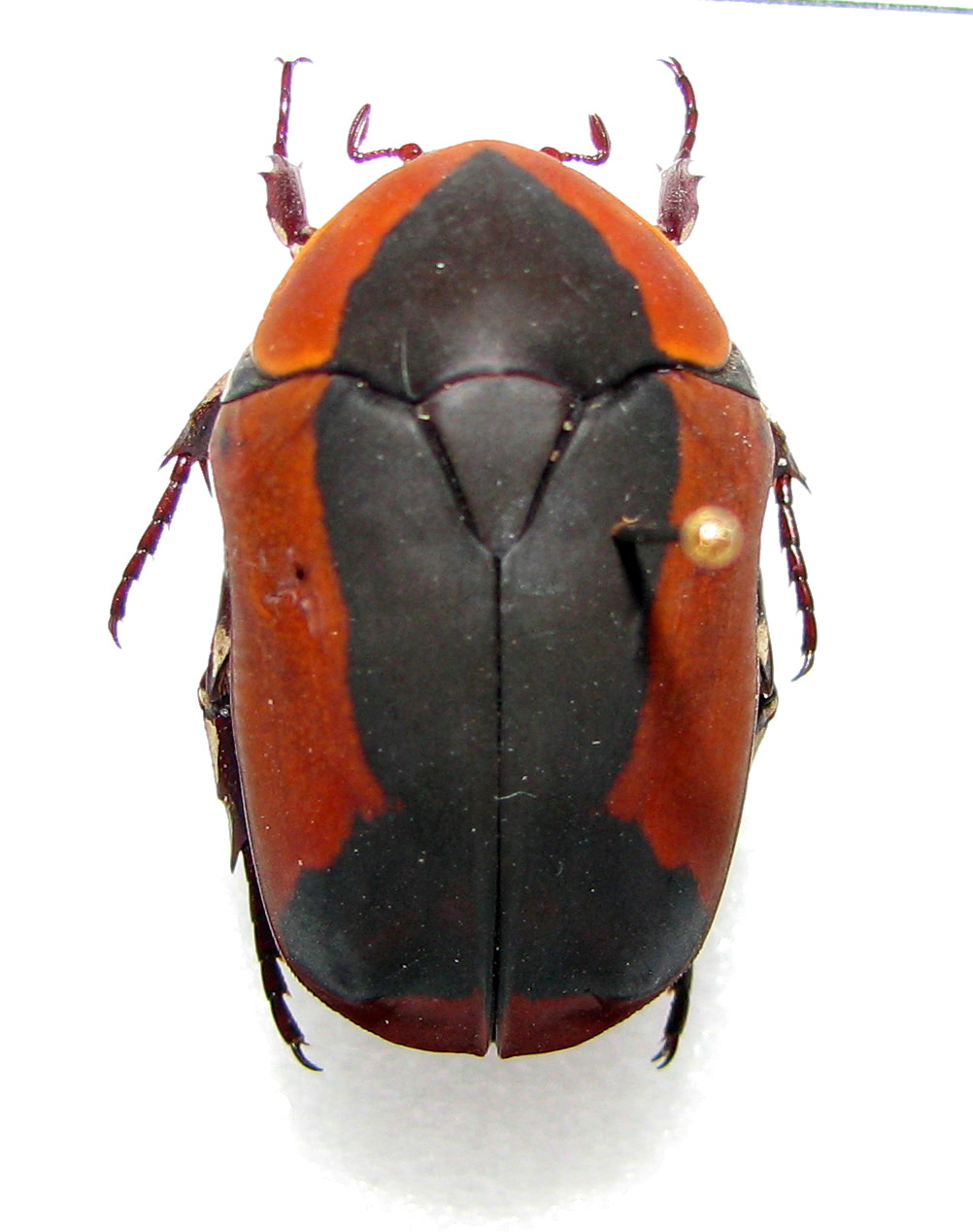
Präparierter
Pachnoda ephippiata

- Pachnoda ephippiata ephippiata Gerstaecker, 1867
  - Pachnoda ephippiata franceoisis Basilewsky, 1955
  - Pachnoda ephippiata falkei Rigout, 1989
- Pachnoda fasciata (Fabricius, 1775)
- Pachnoda fedierei Rigout, 1989
- Pachnoda fissipuncta Kraatz, 1885
- Pachnoda fromenti Rigout, 1981
- Pachnoda frontalis (Harold, 1878)
- Pachnoda helleri Moser, 1910
- Pachnoda histrio histrio (Fabricius, 1775)
  - Pachnoda histrio ukambanii (Pouillaude, 1914)
- Pachnoda histrioides (Pouillaude, 1914)
- Pachnoda inscripta (Gory & Percheron, 1833)
- Pachnoda interrupta (Olivier, 1789)
- Pachnoda jokoensis Moser, 1915
- Pachnoda katangensis Burgeon, 1931
- Pachnoda kiellandi Rigout, 1989
- Pachnoda knirschi Rigout, 1984
- Pachnoda kordofana Moser, 1914
- Pachnoda kühbandneri Beinhundner, 1997
- Pachnoda kustai Nonfried, 1892
- Pachnoda lamottei Ruter, 1954
- Pachnoda lateristicta Kolbe, 1910
- Pachnoda leclercqi Rigout, 1985
- Pachnoda leonina leonina Schoch, 1896
  - Pachnoda leonina flavomarginata Moser, 1908
  - Pachnoda leonina lobayensis Preiss, 1933
  - Pachnoda leonina schoutedeni Moser, 1918
- Pachnoda leopoldiana Burgeon, 1931
- Pachnoda lerui Rigout, 1989
- Pachnoda lequeuxi Rigout, 1979
- Pachnoda limbata (Fabricius, 1775)
- Pachnoda maculipennis Moser, 1918
- Pachnoda madaraszi madaraszi Csiki, 1909
  - Pachnoda madaraszi ryani Rigout, 1989Mit entfalteten Flügeln präparierter Kongo-Rosenkäfer
 (Pachnoda marginata peregrina)

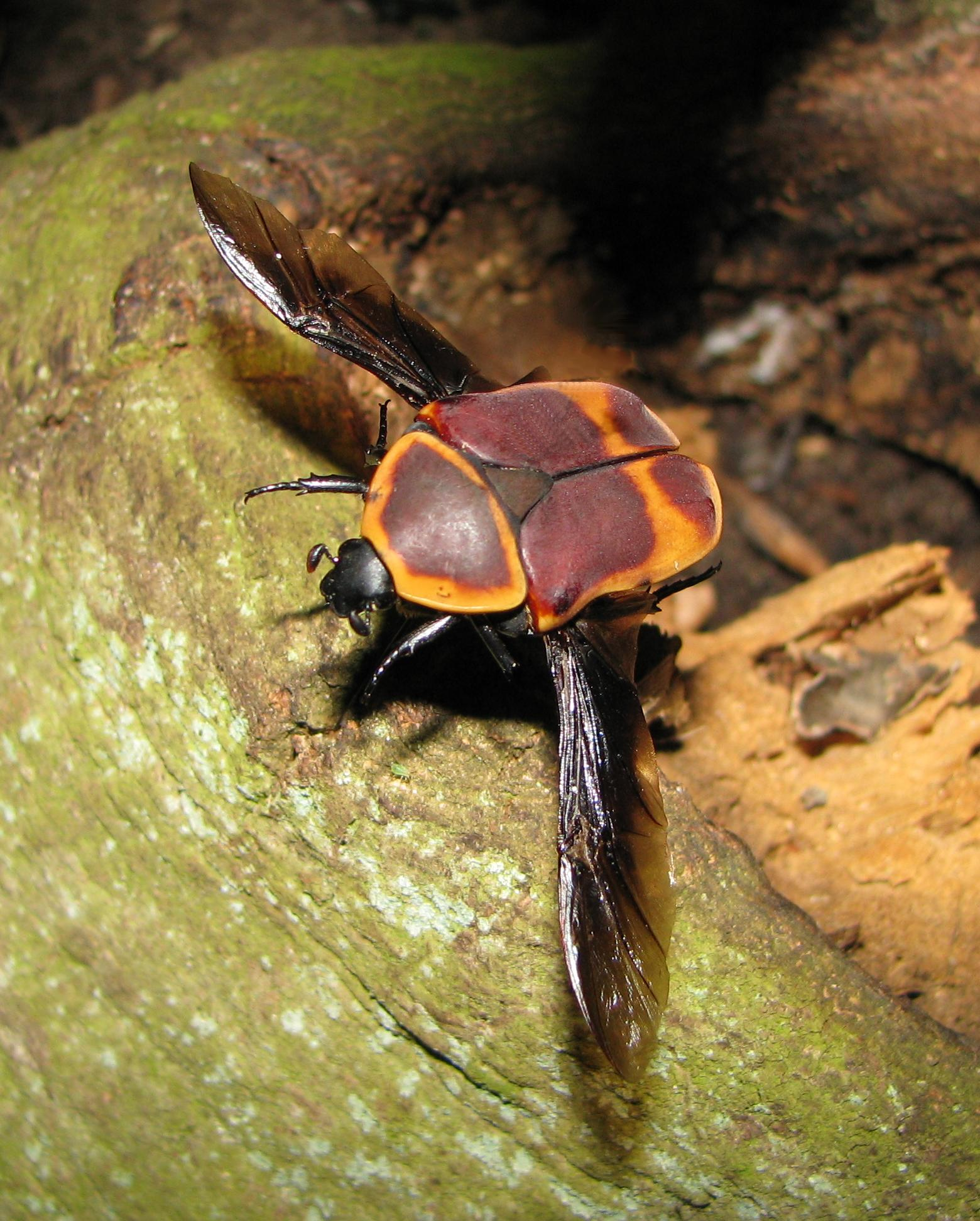
Mit entfalteten Flügeln präparierter Kongo-Rosenkäfer
(Pachnoda marginata peregrina)

- Kongo-Rosenkäfer (Pachnoda marginata marginata) (Drury, 1773)
  - Pachnoda marginata aurantia (Herbst, 1790)
  - Pachnoda marginata cerandi Rigout, 1984
  - Pachnoda marginata fernandezi Rigout, 1984
  - Pachnoda marginata mirei Ruter, 1963
  - Pachnoda marginata murielei Rigout, 1986
  - Pachnoda marginata peregrina Kolbe, 1906
(Syn. Pachnoda butana Schurhoff, 1938)[2]
  - Pachnoda marginata tunisiensis Rigout, 1984
- Pachnoda mastrucata Gerstaecker, 1884
- Pachnoda meloui Bourgoin, 1915
- Pachnoda nigritarsis Harold, 1880
- Pachnoda nigroplagiata Kraatz, 1900
- Pachnoda nutricia Rigout, 1980
- Pachnoda onorei Rigout, 1980
- Pachnoda orphanula orphanula (Herbst, 1790)
  - Pachnoda orphanula dimidiata Moser, 1914
  - Pachnoda orphanula legrosi Ruter, 1963
  - Pachnoda orphanula morerei Ruter, 1963
  - Pachnoda orphanula nachtigali Kraatz, 1885
- Pachnoda pendemi Schürhoff, 1938
- Pachnoda picturata Boheman, 1860
- Pachnoda poggei (Harold, 1878)
- Pachnoda polita Blanchard, 1842
- Pachnoda postica (Gory & Percheron, 1833)
- Pachnoda postmedia postmedia Moser, 1915
  - Pachnoda postmedia austera De Lisle, 1947
  - Pachnoda praecellens praecellens Moser, 1908
  - Pachnoda praecellens mateui Rigout, 1980
  - Pachnoda praecellens patricia De Lisle, 1947
- Pachnoda prasina Karsch, 1881
- Pachnoda rectangularis Vuillet, 1911
- Pachnoda rougemonti Rigout, 1984
- Pachnoda rubriventris rubriventris Moser, 1910
  - Pachnoda rubriventris propinqua Ruter, 1958
  - Pachnoda rubriventris rubrocinctoides Ruter, 1958
- Pachnoda rubrocincta Hope, 1847Pachnoda sinuata flaviventris
- Pachnoda rufa (De Geer, 1778)
- Pachnoda rufomarginata Burmeister, 1842
- Pachnoda rwandana Rigout, 1984

Pachnoda sinuata flaviventris

- Pachnoda savigny savigny (Gory & Percheron, 1833)
  - Pachnoda savigny consentanea Schaum, 1844
(oder Pachnoda consentanea Schaum, 1844)
- Pachnoda sciencesnati Rigout, 1989
- Pachnoda semiflava Kraatz, 1900
- Südafrikanischer Fruchtkäfer (Pachnoda sinuata sinuata) (Fabricius, 1775)
  - Pachnoda sinuata calceata Harold, 1878
(oder Pachnoda calceata Harold, 1878)[5]
  - Pachnoda sinuata flaviventris (Gory & Percheron, 1833)
(oder Pachnoda flaviventris (Gory & Percheron, 1833))[5]
  - Pachnoda sinuata machadoi Rigout, 1989
  - Pachnoda sinuata nicolae Rigout, 1986
- Pachnoda sjoestedti Moser, 1921
- Pachnoda spinipennis Moser, 1914
- Pachnoda stehelini stehelini (Schaum, 1841)
  - Pachnoda stehelini tessari Knirsch, 1944
- Pachnoda tessmanni Schürhoff, 1938
- Pachnoda thoracica (Fabricius, 1775)
- Pachnoda tridentata tridentata (Olivier, 1789)
  - Pachnoda tridentata diabolica De Lisle, 1947
  - Pachnoda tridentata lachaumei Rigout, 1989
  - Pachnoda tridentata moseri Schürhoff, 1935
- Pachnoda trimaculata trimaculata Kraatz, 1885
  - Pachnoda trimaculata turlini Rigout, 1979
- Pachnoda tshikambai Rigout, 1984
- Pachnoda uelensis Burgeon, 1931
- Pachnoda upangwana Moser, 1918
- Pachnoda vethi Lansberge, 1886
- Pachnoda viridana viridana Blanchard, 1850
  - Pachnoda viridana collarti Burgeon, 1931
  - Pachnoda viridana ituriensis Burgeon, 1931
  - Pachnoda viridana rufipes Kraatz, 1896
- Pachnoda viridiflua Kraatz, 1900
- Pachnoda vitticollis Moser, 1914
- Pachnoda vossi vossi Kolbe, 1892
  - Pachnoda vossi hyalina Kolbe, 1906
- Pachnoda vuilleti Burgeon, 1914
- Pachnoda watulegei Rigout, 1981